# Верх-Коптелка
Верх-Копте́лка — село в Тогульском районе Алтайского края. Входит в состав Старотогульского сельсовета.

## География
Село находится в 30 км от Тогула на востоке района в таёжной зоне. Южнее села протекает река Коптелка, соединяя два пруда: Новый, по течению выше и Старый, расположенный ниже.

#### Улицы
Уличная сеть состоит из 7 улиц (Береговая, Восточная, Лесная, Новая, Садовая, Центральная и Юбилейная) и 1 переулка — Совхозный.

## История
Село было основано в 1913 году и ранее носило название Верх-Коптельский улус. Основной деятельностью посёлка были рыбалка, охота, сельское и лесное хозяйства. В советский период на территории села функционировали: пилорама, леспромхоз, совхоз, гаражные мастерские, пекарня.
В 2010 году был упразднён Верх-Коптельский сельсовет. Село вошло в состав Старотогульского сельсовета.

## Население
| 1997 | 1998 | 1999 | 2000 | 2001 | 2002 |
| ---- | ---- | ---- | ---- | ---- | ---- |
| 327  | ↘308 | ↘299 | ↘280 | ↘269 | ↘220 |
| 2003 | 2004 | 2005 | 2006 | 2007 | 2008 |
| ↘208 | ↘194 | ↘182 | ↘166 | ↘163 | ↘147 |
| 2009 | 2010 | 2011 | 2012 | 2013 |      |
| ↘114 | ↘87  | ↘85  | ↘77  | ↘66  |      |

Проживают кряшены.

## Социальная среда
В селе отсутствует благоприятная инфраструктура для проживания, в настоящий момент действует водопровод, местами мобильная связь и почтовое отделение. В селе нет продовольственного магазина, многим жителям приходится за продовольствием ездить в районный центр. По состоянию на 01.01.2020 года в селе зарегистрировано 47 жителей, постоянно проживает 8 человек, староста села Ригерт Владимир Генрихович.
В центре села находится памятник погибшим в Великой Отечественной войне.
До 2008 года в Верх-Коптелке работала общеобразовательная школа.
В настоящее время основной деятельностью населения являются животноводство, приусадебное сельское хозяйство и пасеки.